# Cantone di Vitry-le-François-Ovest
Il Cantone di Vitry-le-François-Ovest era una divisione amministrativa dell'arrondissement di Vitry-le-François.

## Storia
È stato soppresso a seguito della riforma complessiva dei cantoni del 2014, che è entrata in vigore con le elezioni dipartimentali del 2015.

## Comuni appartenenti
Comprendeva parte della città di Vitry-le-François e i comuni di:
- Blacy
- Courdemanges
- Drouilly
- Glannes
- Huiron
- Loisy-sur-Marne
- Maisons-en-Champagne
- Pringy
- Songy